# Інтимні місця в Ісламі
Інтимні місця (араб. عورة 'awrah, ستر, satr) — частини людського тіла, які, за ісламом, мають бути закриті одягом. Більшість сучасних ісламських вчених сходяться на думці, що авра чоловіка — це область між пупком і колінами, а авра жінки — все тіло, крім обличчя та рук. Оголення авра тіла суперечить ісламському закону.
Коран кілька разів звертається до концепції аура. Ісламські вчені використовували відповідні сури та хадиси, щоб розробити концепцію «авра», яка використовується у фетвах (релігійних висновках).

## Етимологія
Арабською мовою термін «авра» або «аврат» (عورة), з коренем '-wr, означає «дефектність», «недосконалість», «вада» або «слабкість». Найпоширеніший переклад awrah — це «оголеність». В арабській мові слово «авра» вживається щодо чоловіків і жінок.
У перській і курдській мовах слово «аврат» (перська عورت, курдська عەورەت), що походить від арабського 'awrah', широко використовувався в значенні «оголеність».
У сучасному Ірані використання двох слів 'awrah для позначення жінок є рідкісним явищем і вважається сексистською мовою. У турецькій мові avrat часто є принизливим терміном для «жінки» або «дружини». Однак в урду слово «аурат» стосується жінки, особливо коли вона демонструє ввічливість або повагу.

## У Корані

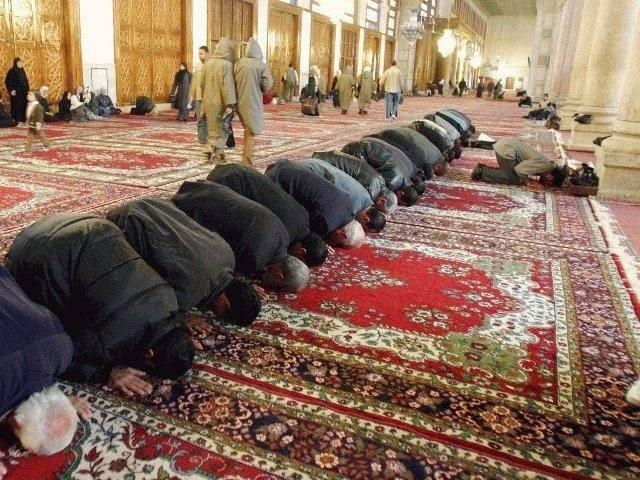
Мусульмани виконують ритуальну молитву. Під час намазу авра має бути накритий.

Термін «авра», як він вживається у Корані, не обмежується ні жінками, ні тілом. У Корані цей термін використовують в різних уривках сури Ан-Нур і сури Аль-Ахзаб. Наприклад:
… Нехай ті з вас, хто ще не досяг повноліття, просять у вас дозволу зайти тричі: перед світанковою молитвою, опівдні, коли ви знімаєте верхній одяг, і після вечірньої молитви. Це три часи усамітнення для вас. В інший час ніхто не звинувачує вас чи їх у тому, що вони можуть вільно пересуватися, доглядаючи одне одного. (
| " | 24 Аль-Муджаділа 58 (Якубович) | " |

)

Інший уривок, у якому вживається термін «авра» (у цьому випадку означає «вразливий»), міститься в сурі Аль-Ахзаб, де йдеться про втечу з битви:
І пам'ятаєте, як група з них сказала: «О жителі Ятрібу! Вам немає сенсу залишатися тут, тож відступайте!». Інша група попросила у Пророка дозволу піти, кажучи: «Наші домівки вразливі», хоча насправді вони не були вразливими. Вони лише хотіли втекти. (
| " | 33 Ар-Раад 13 (Якубович) | " |

)

Авра також зустрічається в історії про створення Адама і Єви:
О діти Адама! Ми дали вам одяг, щоб прикрити вашу наготу і прикрасити її. Але найкращий одяг — це праведність. Це одна з щедрот Аллаха, тож, можливо, ви будете уважними. (
| " | 7 Аш-Шуара 26 (Якубович) | " |

)

Ще одним терміном зі схожим значенням «авра» є слово фардж (араб. فرج) або множина фурудж (араб. فروج). Ще одна цитата, що стосується покриття авра:
Пророче, скажи своїм дружинам, дочкам і жінкам віруючих, щоб вони накинули на себе [частину] свого верхнього одягу. Так буде краще, щоб їх знали і не зловживали ними. Воістину, Аллах прощає і милує. (
| " | 33 Аль-Хашр 59 (Якубович) | " |

)

Коран закликає мусульманок одягатися скромно та прикривати інтимні зони. У ньому прямо сказано, що «О дружини Пророка, ви не схожі ні на одну з жінок» і тому має окремі правила спеціально для дружин Магомета. Коран говорить чоловікам-віруючим розмовляти з дружинами Магомета з-за хіджабу (завіси або покривала). Цей уривок виглядає так:
І скажи віруючим жінкам, щоб вони опустили свій погляд і берегли свою скромність; щоб вони не показували своєї краси і прикрас, окрім того, що (повинно) з'являтися на них; щоб вони накладали «хімар» на груди і не показували своєї краси, окрім як своїм чоловікам, батькам, батькам своїх чоловіків, синам, синам своїх чоловіків, братам, синам своїх братів, синам своїх сестер, жінкам, рабам, якими володіють їхні праві руки, слугам чоловічої статі, вільним від тілесних потреб, або малим дітям, які не відчувають сорому статі; і щоб вони не били себе по ногах, щоб привернути увагу до своїх прихованих прикрас. (

| " | 24 Лукман 31 (Якубович) | " |

)
Хоча значення khimār обговорюється, часто вважають, що це головний убір, який доісламські арабські жінки носили як прикрасу. Частина людей, згаданих у наведеній вище сурі, належать до числа жіночих махрамів.

## У хадисах
Цей хадис часто цитують ісламські вчені, щоб підтвердити своє визначення жіночого одягу:
«Асма, дочка Абу Бакра, увійшла до Посланника Аллаха (мир йому) у тонкому одязі. Посланик Аллаха (мир йому) відвернув від неї увагу. Він сказав: О Асма, коли жінка досягає віку менструації, їй не підходить, щоб вона демонструвала свої частини тіла, крім цієї та цієї, і він вказав на її обличчя та руки». Абу Дауд 4104
У хадисі забороняється дивитися на інтимні частини тіла. За словами Абу Саіда аль-Худрі, Магомет сказав:
«Чоловік не повинен дивитися на інтимні місця іншого чоловіка, а жінка не повинна дивитися на інтимні місця іншої жінки. Чоловік не повинен лежати з іншим чоловіком, не одягнувши нижньої одежі під одним покривалом; і жінка не повинна лежати з іншою жінкою, не одягнувши нижньої одежі під одним покривалом». (Сахіх Муслім 338a) 

## Відмінності між чоловіками та жінками

### Чоловіки

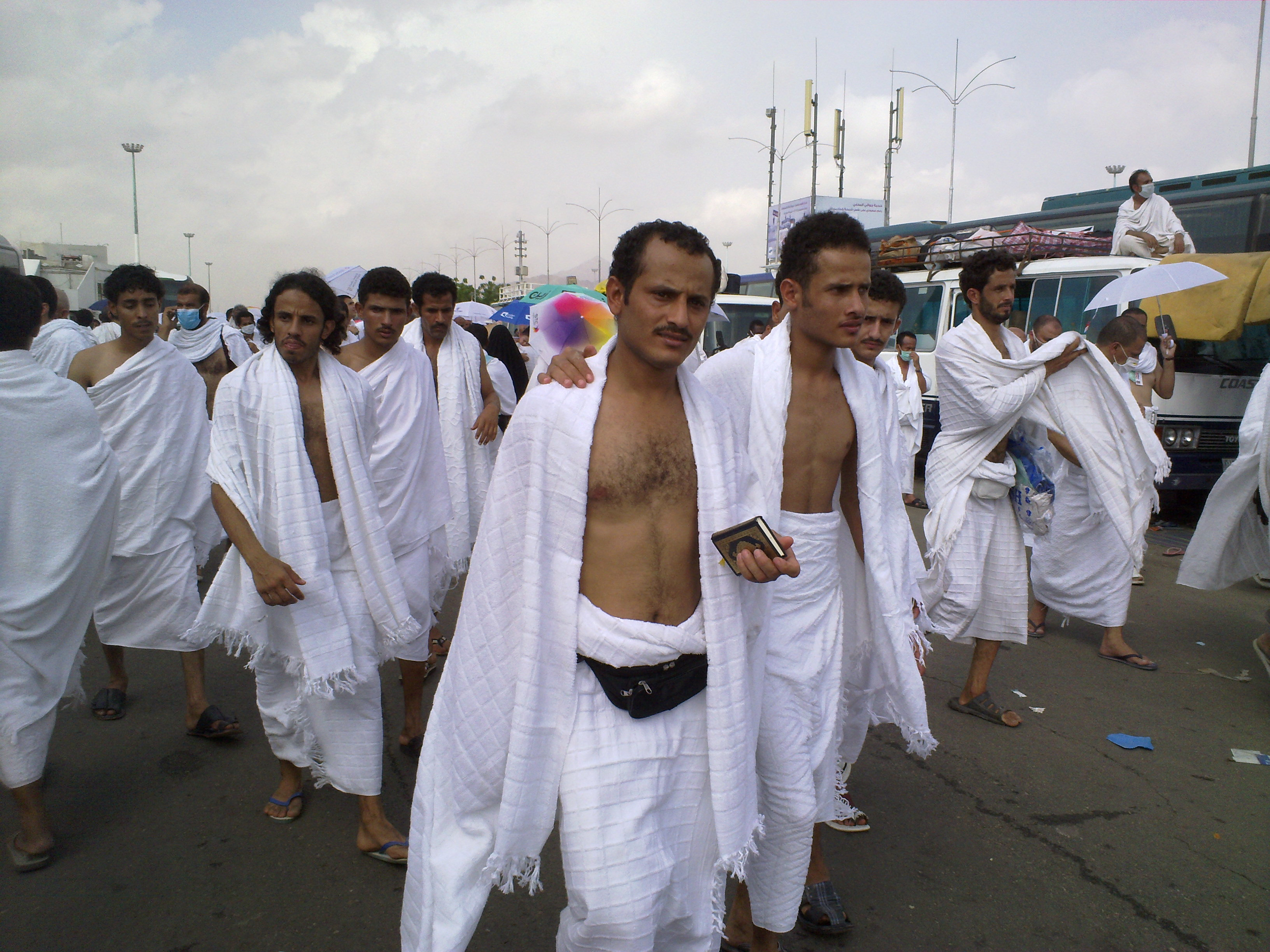
Паломники прямують до «гори милосердя».

У сунітських інтерпретаціях інтимні місця чоловіка належить до частини тіла від пупка до колін. Малікітська, Шафіїтська, Ханафійська та Ханбалітська мазгаби відзначають, що існує різниця в тому, чи включені пупок і саме коліно. Зокрема, ці спостереження зазвичай вимагають, щоб тканина не була надто тонкою, щоб вона не була блідою, щоб можна було побачити колір шкіри, щоб чоловік забезпечував додаткове покриття, якщо помітна форма його статевих органів, і передбачають, що скромність дорослого віку застосовується, коли хлопчикові стає десять років.

### Жінки

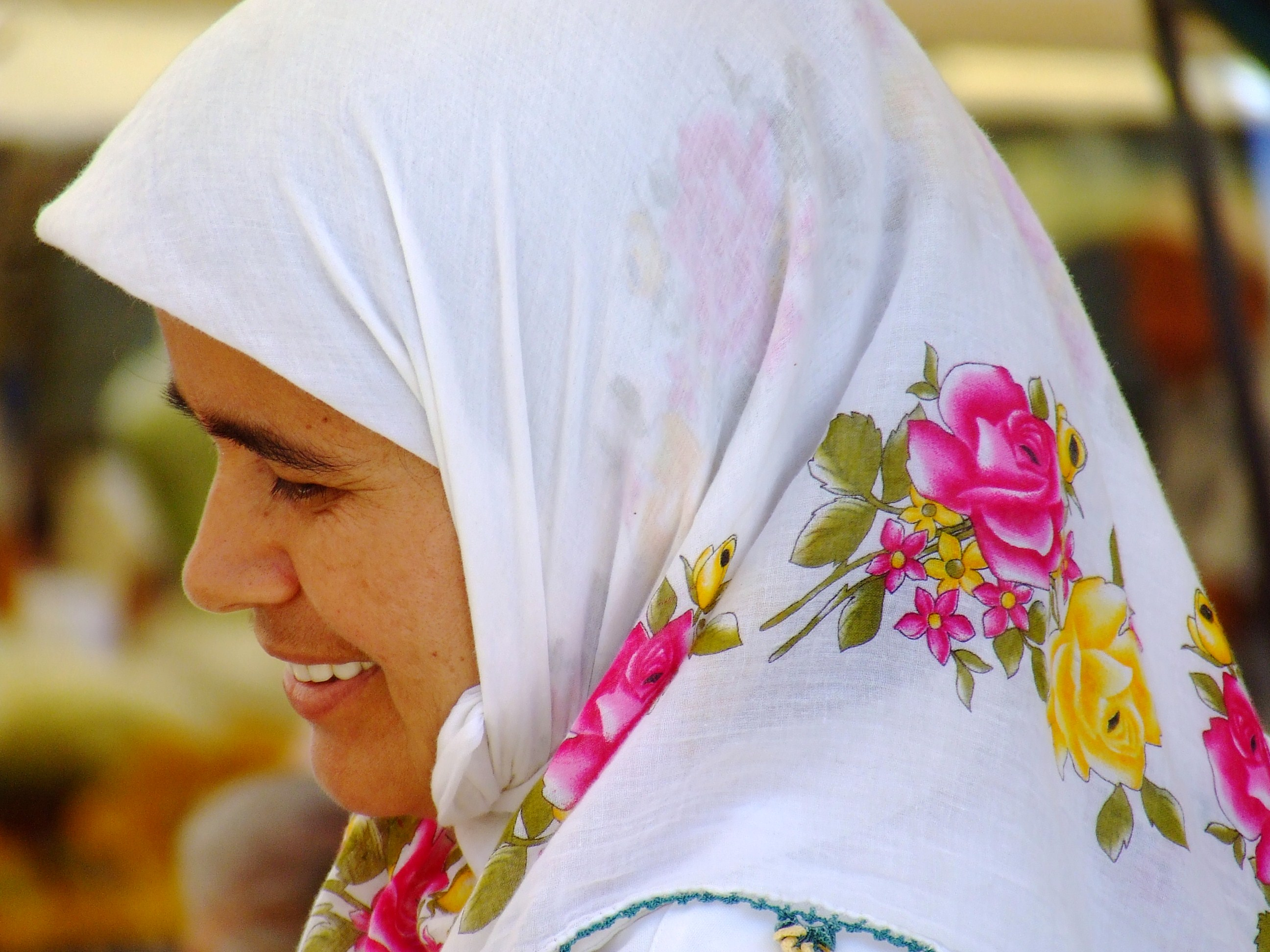
Турецька жінка в хустці. Більшість мусульман вважають, що обличчя та руки виключені з інтимних зон.

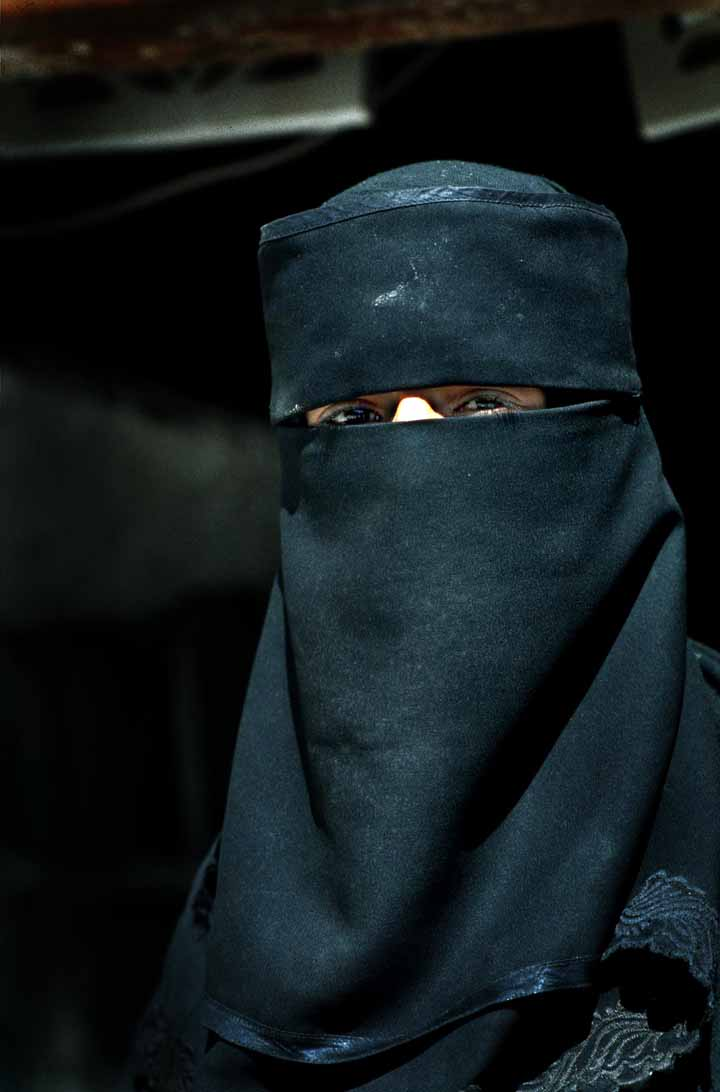
Жінка з Ємену закриває обличчя нікабом. Жінки, які носять нікаб, можуть вірити, що жіноче обличчя також є частиною її інтимної зони.

Більшість сучасних ісламських вчених сходяться на думці, що в публічних місцях жінка повинна покривати все тіло, крім обличчя, рук і ніг.
Покриття жіночих інтимних місць змінюється залежно від ситуації:
- У ритуальній молитві: Жінка повинна закрити все своє тіло, за винятком всього обличчя та рук до зап'ястя. Проте думки ханафітів з цього приводу відрізняються, оскільки вони вважають, що стопи, включаючи щиколодки, також можна виключити. Область між горлом і підборіддям прийнято також виключати, хоча різні вчені мають різні думки з цього приводу. Під час виконання ритуальної молитви жінка повинна покривати своє волосся та тіло, незалежно від того, молиться вона в присутності свого чоловіка чи молиться сама у своїй кімнаті, оскільки основа для покривання під час молитви відрізняється від основи для покривання перед людьми; оскільки намаз — це щоденне спілкування з Аллахом, мусульманин зобов'язаний проявляти скромність під час спілкування з Богом.
- Перед чоловіком: в ісламі немає обмежень на те, які частини тіла жінка може показувати своєму чоловікові наодинці; чоловік і дружина можуть бачити будь-яку частину тіла один одного, особливо під час статевого акту.
- Серед інших жінок: Інтимні місця жінки серед інших жінок така ж, як інтимні місця чоловіків (від пупка до колін). Авра перед немусульманками є предметом дискусії. Деякі вчені кажуть, що жінки повинні прикривати все, крім рук і обличчя, тоді як за найбільш поширеною думкою, мусульманка може відкриватися перед немусульманкою настільки ж, наскільки і перед іншими жінками-мусульманками.[джерело?]
- Перед махрамом: Існують три сунітські думки, що представляють чотири основні школи думки сунітського ісламу:

1. Малікійський та Ханбалійський мазгаби вважають, що жіночі інтимні місця повинні бути покриті від плечей і шиї вниз (або пупка) до нижче колін.
2. Шафійський мазгаб вважає, що жіночі інтимні місця повинні бути закриті від пупка до колін і все, що знаходиться між ними.
3. Ханафійський мазгаб вважає, що жіночі інтимні місця повинні бути покриті від пупка до колін і живота, а частина спини повинна бути паралельна животу.

- Перед дітьми чоловічої статі: якщо дитина розуміє, що таке «інтимні місця», то для жінки не вважається дозволеним відкривати перед ним свої «інтимні місця».
- Перед чоловіками, які не є махрамами: існують різні думки щодо того, які частини тіла жінка повинна прикривати перед чоловіками, що не є її махрамом. У сучасному ісламському світі існує загальна згода, що тіло жінки (за винятком обличчя та рук до зап'ясть/передпліч) є «авра» і тому має бути прикрите не лише під час молитви, а й на людях та перед усіма чоловіками, що не є махрамами. Ханафіти вважають, що ступні ніг (включно з щиколотками) також не належать до інтимних місць.[a][14][15]

Існують також інші недомінуючі погляди, зокрема більш спокійна думка, що жінка повинна покривати свою "авру"перед немусульманками лише під час намазу та іхраму, а не майже весь час, і протилежна точка зору, що жінка повинна покривати свій авр весь час, крім перед чоловіком.
Історично інтимні місця рабині в епоху рабства в мусульманському світі, яка за ісламським правом була немусульманкою, відрізнявся від інтимних місць вільної мусульманки. Інтимні місця рабині визначався як місце між пупком і коліном. Отже, рабині в епоху рабства в мусульманському світі не носили хіджаб і також могли з'являтися з оголеними грудьми. За цим визначенням, Умар ібн аль-Хаттаб одного разу дорікнув рабині за те, що вона носила хіджаб, зі словами: «Зніми покривало і не наслідуй вільних жінок!»
У сучасному світі деякі мусульмани наполягають на тому, що «інтимні місця» жінки перед сторонніми чоловіками — це все її тіло, включно з обличчям і руками, які завжди мають бути прикриті перед чоловіками, що не є махрамами. Інші не погоджуються з цим і стверджують, що дозволяється показувати обличчя і руки.
У наш час поняття авра, хайя (скромність), різні рівні ізоляції мусульманських жінок і ступінь, до якої мусульмани приховують свої тілесні риси та зв'язок з ісламським одягом, не лише заперечувалися немусульманами та колишніми мусульманами, а й постійно були предметом дискусії, міркувань, дебатів і рухів. Це також було частиною порадної літератури в мусульманських суспільствах, включаючи звичайних мусульман, вчених різних традиційних шкіл, інтелігенцію, численні політичні диспенсації, а також іноді оскаржувалося окремими особами та групами культурних мусульман; ліберали та прогресисти, модерністи та ісламські феміністки. У 1930-х роках, відразу після турецьких реформ під проводом Кемаля Ататюрка, малайзійці обговорювали дотримання традиційних ісламських соціальних обмежень над аврою та скромністю в сучасному ісламському одязі та про те, чи справді західний модернізм є важливим і корисним.

## Уточнення
1. ↑  Ханбалітський мазгаб також розглядає обличчя як «авра», хоча цю точку зору відкидають ханафіти, малікіти та шафіїти.